# José Maria Álvares

José Maria Álvares.

José Maria Álvares (1875 — 1940) foi um engenheiro e político português responsável pelo ministério da Agricultura de 20 de novembro a 30 de novembro de 1920, no primeiro governo de Álvaro de Castro, do Partido Reconstituinte. 
Formou-se em engenharia em Inglaterra.
O seu percurso político passou pelo Partido Democrático e, posteriormente, pelo Partido Reconstituinte.
Foi fundador da União dos Interesses Económicos, e presidente da Associação Industrial Portuguesa e, 1924, na qual sucedeu a Alfredo da Silva. Foi responsável pelo lançamento da revista Indústria Portuguesa em 1928. Este por trás do I Congresso da Indústria Portuguesa, realizado em 1933.